# Губкинское сельское поселение
Губкинское се́льское поселе́ние — муниципальное образование в Малоархангельском районе Орловской области Российской Федерации.
Административный центр — село Губкино.

## История
Статус и границы сельского поселения установлены Законом Орловской области от 12 августа 2004 года № 414-ОЗ «О статусе, границах и административных центрах муниципальных образований на территории Малоархангельского района Орловской области».

## Население
| 2010 | 2012 | 2013 | 2014 | 2015 | 2016 | 2017 |
| ---- | ---- | ---- | ---- | ---- | ---- | ---- |
| 603  | ↘561 | ↘547 | →547 | ↘526 | ↘511 | ↘496 |
| 2018 | 2019 | 2020 | 2021 | 2023 |      |      |
| ↘484 | ↘476 | ↘468 | ↗506 | ↘502 |      |      |

## Состав сельского поселения
| № | Населённый пункт | Тип населённого пункта       | Население |
| - | ---------------- | ---------------------------- | --------- |
| 1 | Арнаутова        | деревня                      | 57        |
| 2 | Белозёровка      | деревня                      | ↘83       |
| 3 | Губкино          | село, административный центр | ↘412      |
| 4 | Кошелевка        | деревня                      | 33        |
| 5 | Ясная Поляна     | деревня                      | 18        |